# 潞阳站
潞阳站是北京地铁6号线建设中的一座地铁车站，位于中国北京市通州区潞城镇减运路与潞阳大街交叉口北侧，预计2025年年底开通运营。

## 位置
潞阳站位于减运路与潞阳大街交叉口北侧。车站呈南北向布置。

## 历史
- 2021年11月8日，北京市基础设施投资有限公司发布了6号线南延工程的环境影响评价第一次公示[3]。
- 2022年5月30日，中国铁道科学研究院发布了6号线二期工程南延段的环境影响评价第二次公示[4][5]。
- 2022年8月30日，6号线二期南延段开工建设[2]。
- 2025年1月3日，北京市规划和自然资源委员会发布《关于轨道交通6号线二期（南延段）车站命名预案的公示》，拟将本站正式命名为潞阳站[6]；之后于4月8日发布的地名公告正式确定。